# Wybory prezydenckie w Niemczech w 2004 roku
Wybory prezydenckie w Niemczech w 2004 roku odbyły się 23 maja. Zgodnie z konstytucją prezydenta wybierało Zgromadzenie Federalne złożone z deputowanych Bundestagu oraz w równej liczbie elektorów wybranych przez parlamenty lokalne (Landtagi). Z 1205 głosów Horst Köhler otrzymał 603, czyli bezwzględną większość i w ten sposób został wybrany na prezydenta już w pierwszej rundzie głosowania. 

## Wyniki
| Runda    | Kandydat      | Liczba głosów | Procent | Partia |
| -------- | ------------- | ------------- | ------- | ------ |
| 1. Runda | Horst Köhler  | 604           | 50,1%   | CDU    |
| 1. Runda | Gesine Schwan | 589           | 48,9%   | SPD    |

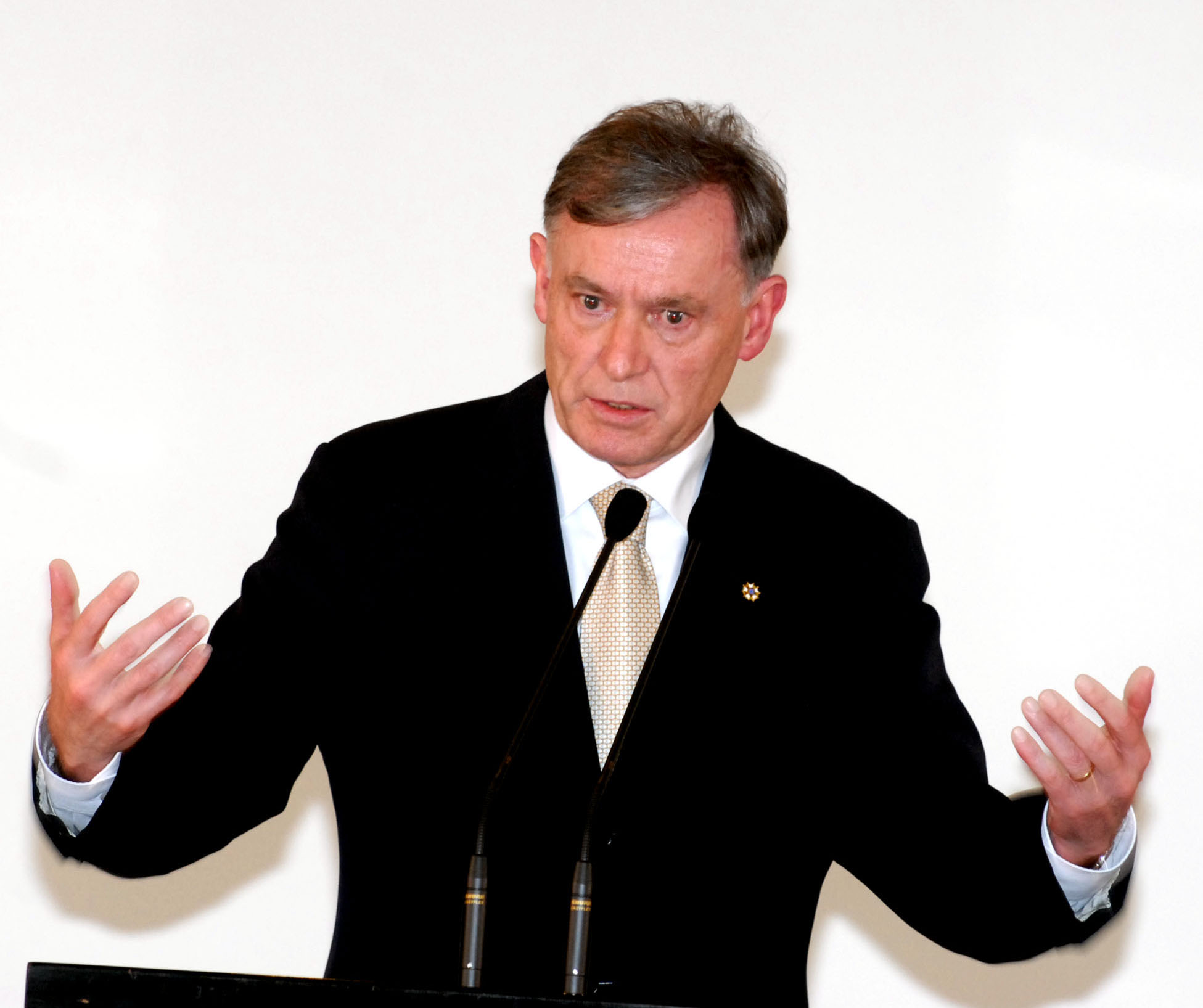
Horst Köhler – kandydat CDU
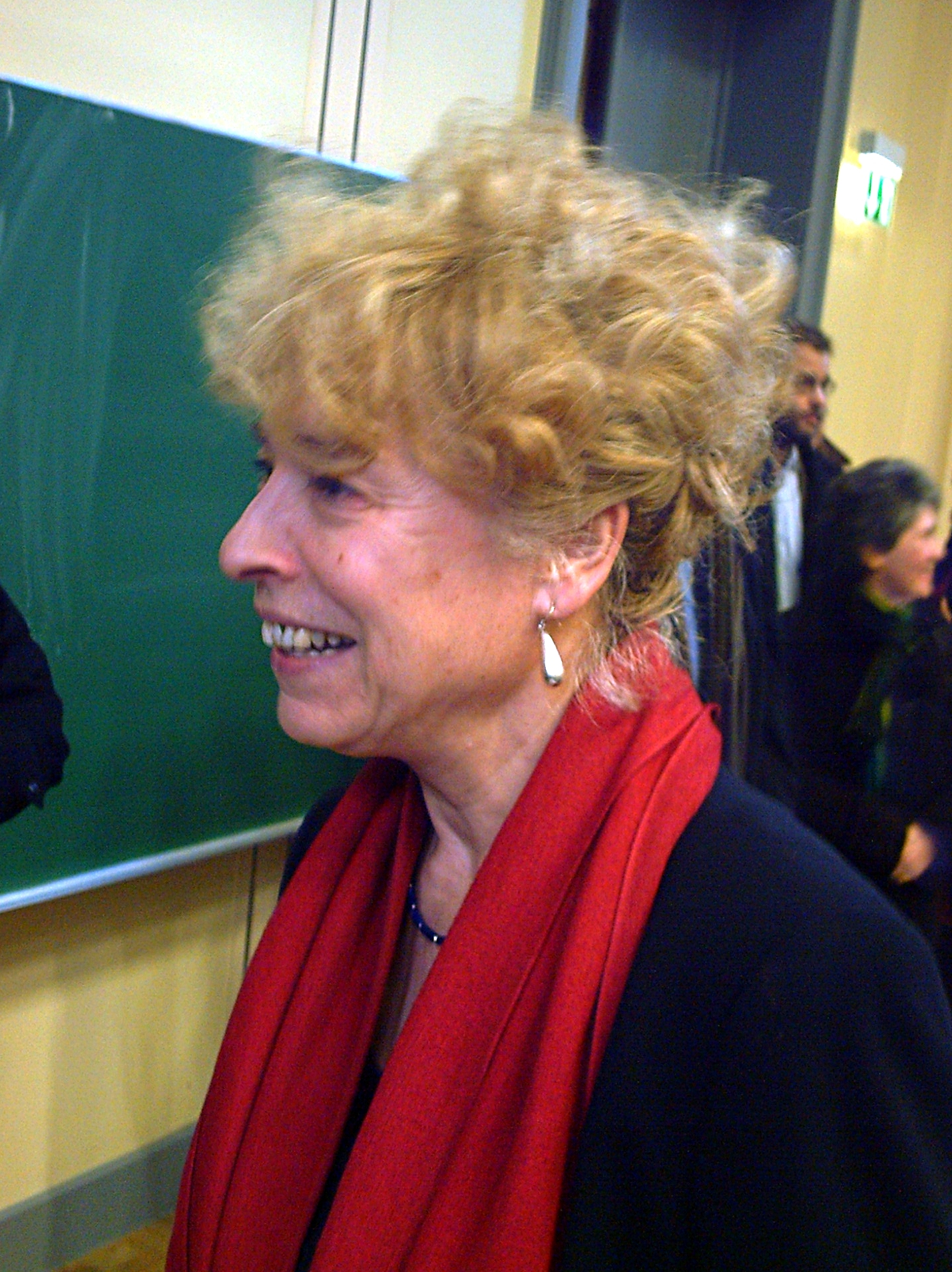
Gesine Schwan - kandydatka SPD